# Gustav Eberlein
Pour les articles homonymes, voir Eberlein.
Gustav Heinrich Eberlein, né le 14 juillet 1847 à Staufenberg dans l'arrondissement de Göttingen et mort le 5 février 1926 à Berlin, est un sculpteur, peintre, illustrateur et écrivain prussien. Vers 1900, Reinhold Begas et lui ont été les deux artistes les plus célèbres de l'école de sculpture de Berlin.

## Formation
Il passe son enfance à Hannoversch Münden.
Il fréquente à partir de 1866 l'école d'art de Nuremberg. En 1869, il reçoit une bourse d'études pour aller étudier à Berlin.
En 1900, Gustav Eberlein accueille comme assistant dans son atelier le sculpteur Fritz Röll. Eberlein utilisait le bronze pour modeler ses statues.
En raison de son attitude critique envers certaines œuvres d'Auguste Rodin et de Constantin Meunier, seize des vingt œuvres de la Grande Exposition d'art de Berlin de 1900 furent enlevées.

## Œuvres

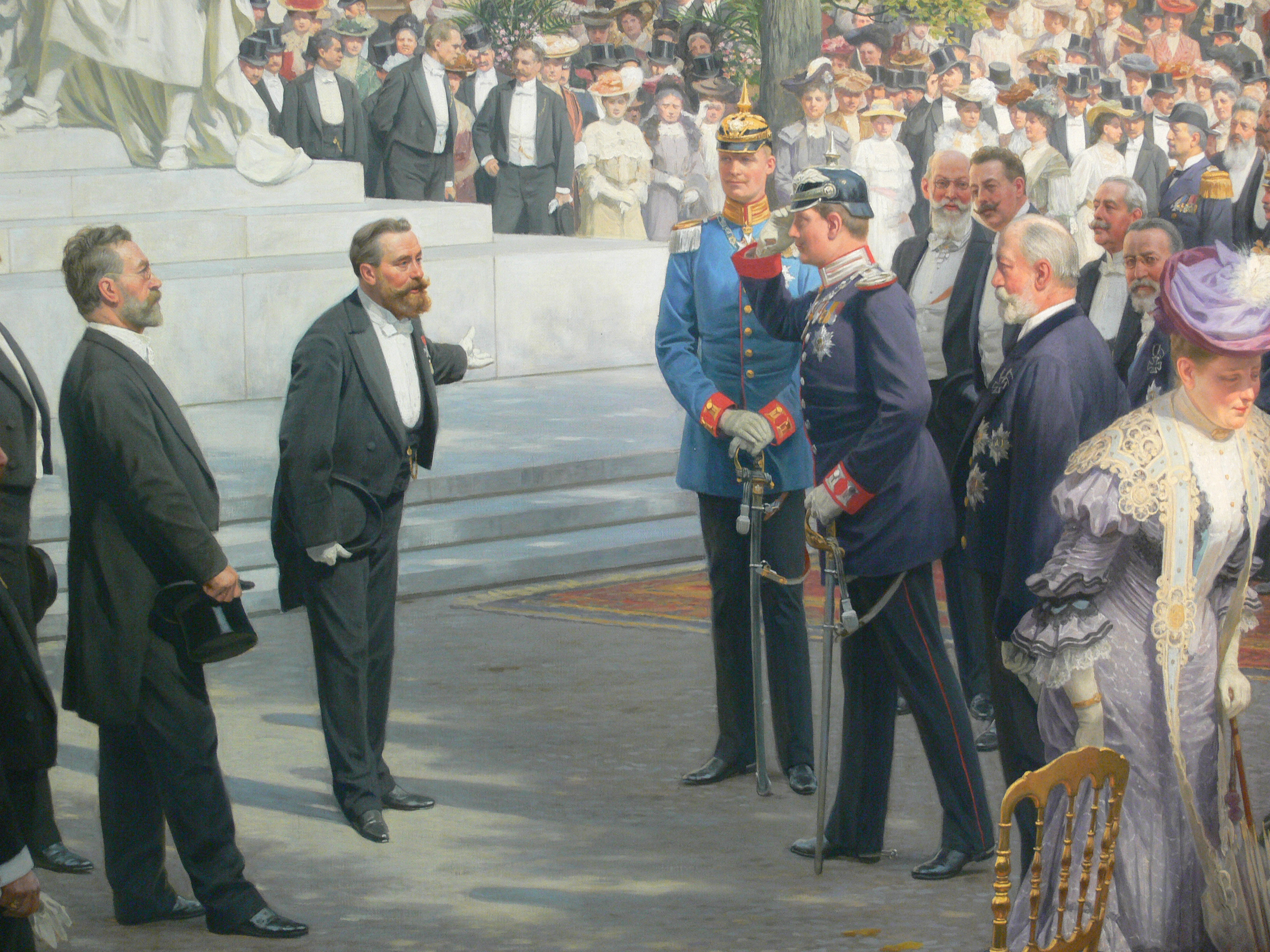
Anton Werner, L'Inauguration du monument à Richard Wagner : Gustav Eberlein est de profil à gauche

L'œuvre de Gustav Eberlein a été particulièrement fructueuse dans le domaine du portrait et de la sculpture de petite taille. Dans l'ensemble, il réalisa plus de neuf cents œuvres (sculptures, peintures, illustrations et écrits divers). De nombreux musées en Allemagne et à l'étranger possèdent des œuvres de Gustav Eberlein, notamment la Alte Nationalgalerie de Berlin.
Il réalisa aussi nombre de grandes statues pour des commandes officielles, notamment la statue de Goethe de la Villa Borghese à Rome, ainsi que le monument de Richard Wagner à Berlin et les monuments dédiés à Frédéric Ier et à Frédéric-Guillaume III de l'allée de la Victoire du Tiergarten. Son imposant monument de Guillaume Ier avec des figures allégoriques fut inauguré en 1898 devant l'hôtel de ville d'Altona. Il exécuta également des statues pour l'Argentine et le Chili.
Durant la Seconde Guerre mondiale, une grande partie de ses œuvres en bronze furent fondues, pour des raisons stratégiques d'armement.

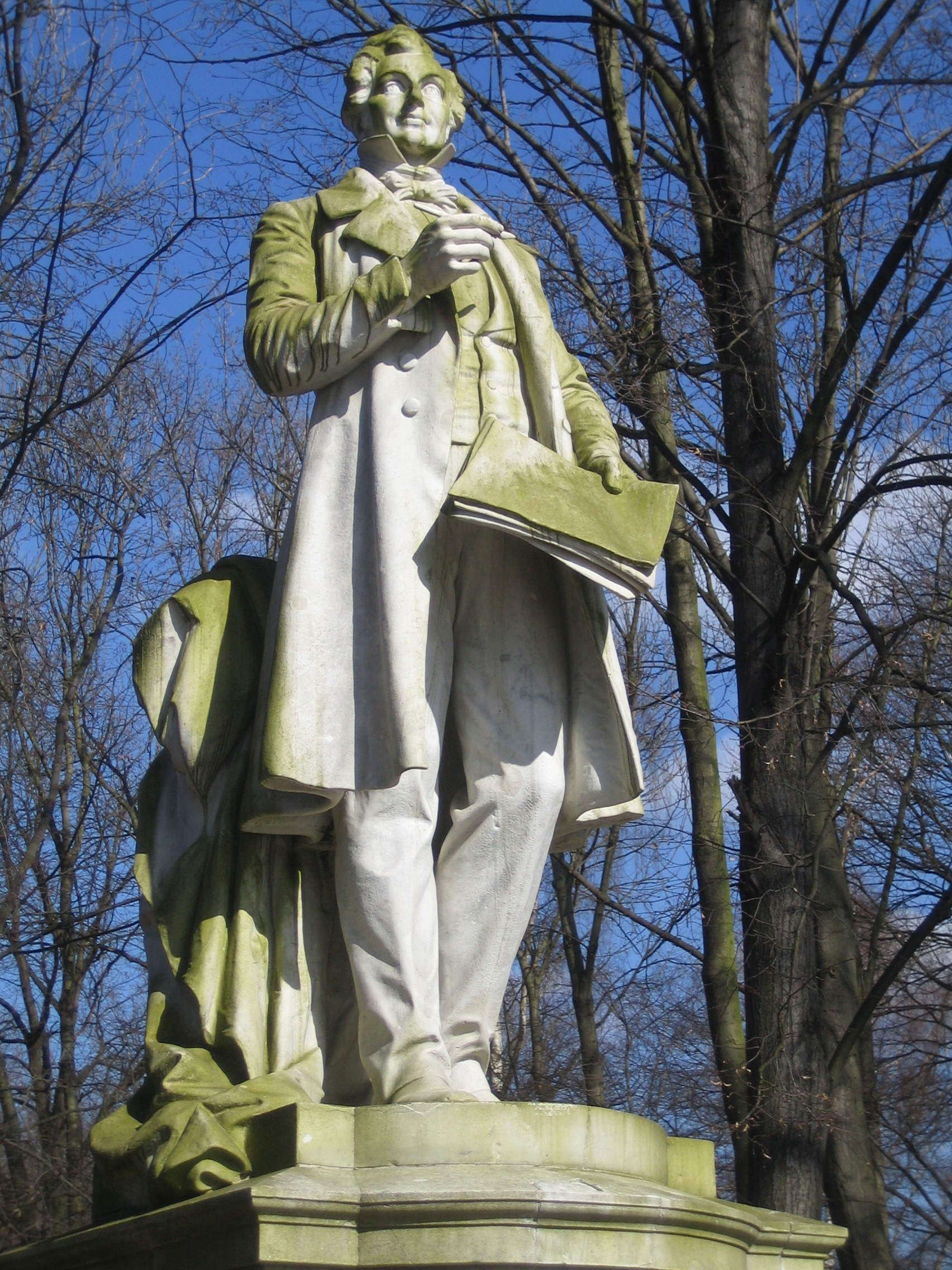
Statue du compositeur Albert Lortzing à Berlin
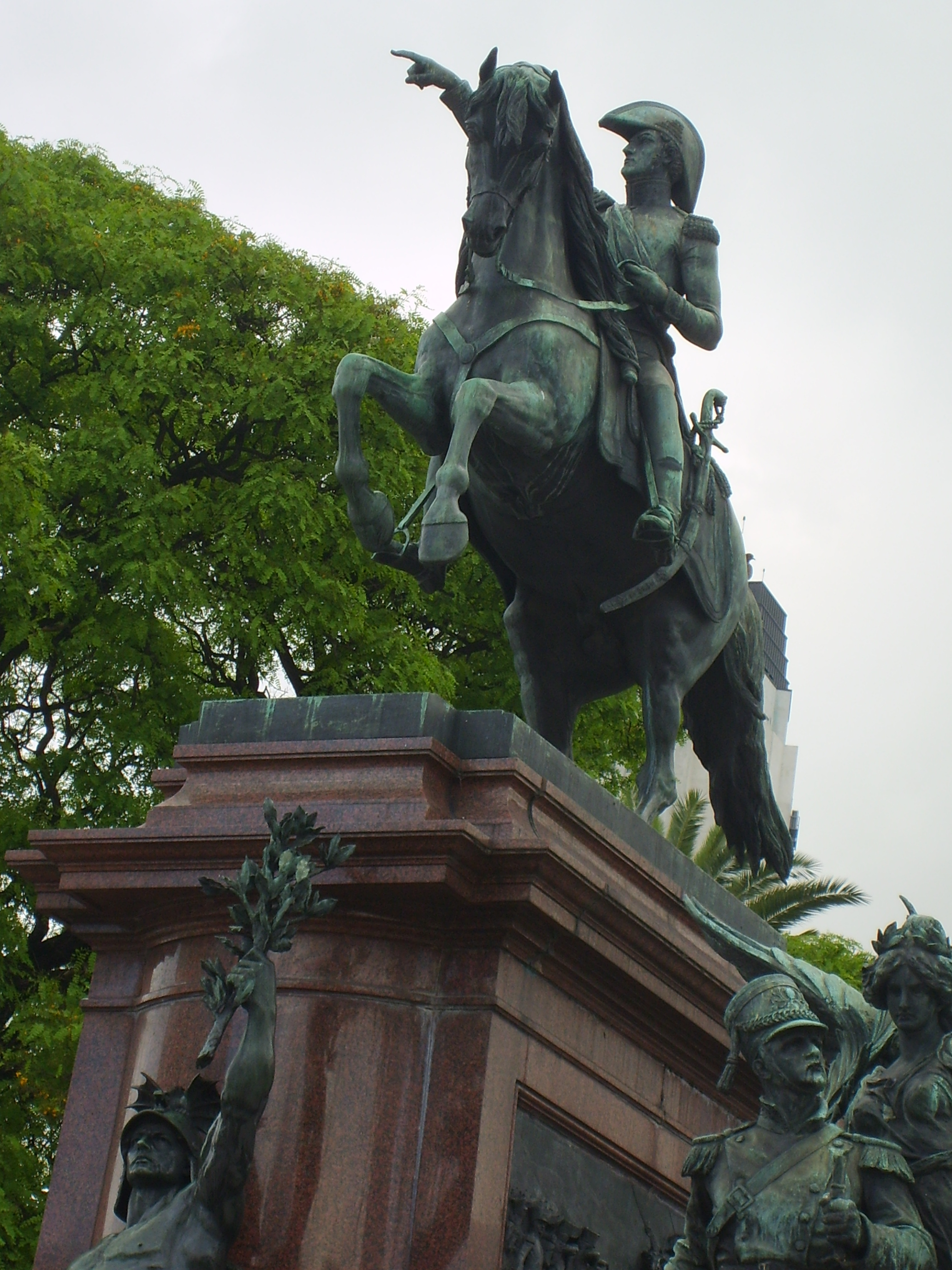
Statue équestre du général José de San Martín à Buenos Aires
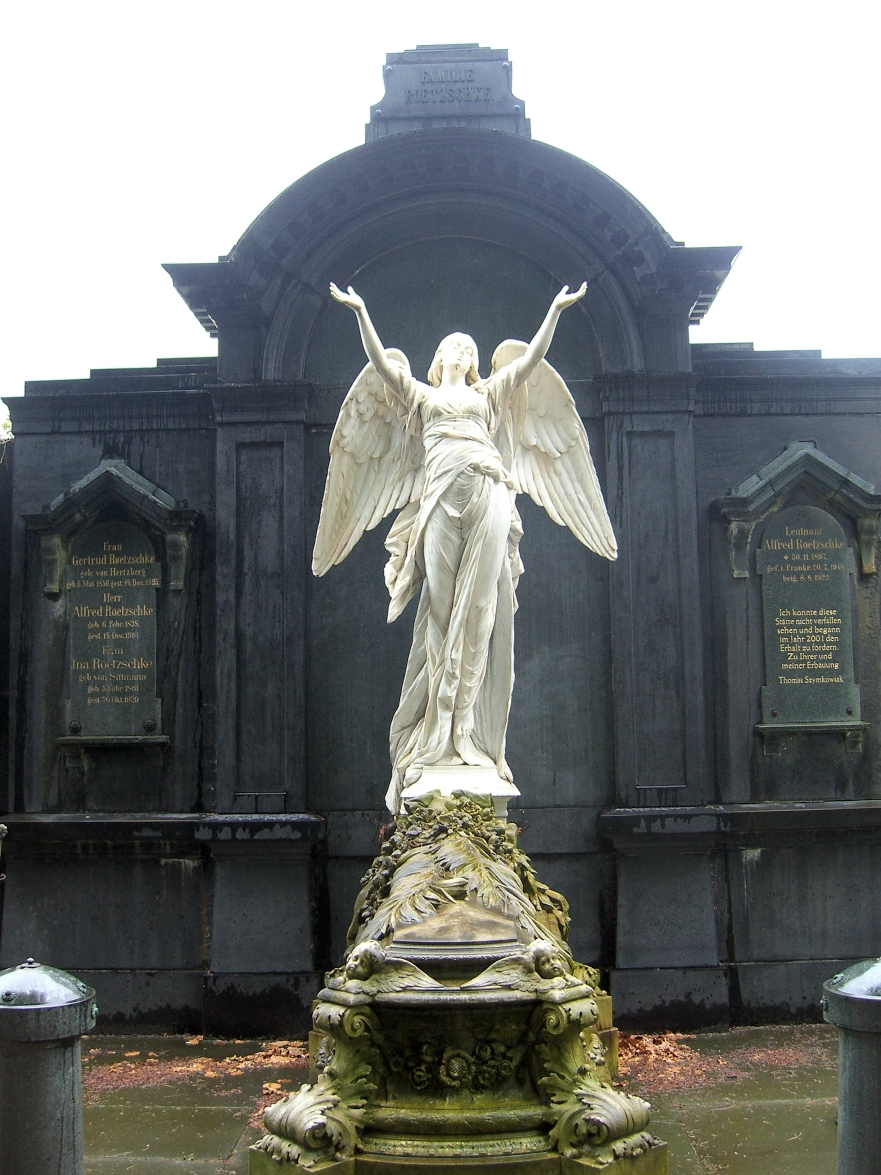
Tombe au cimetière de Dresde
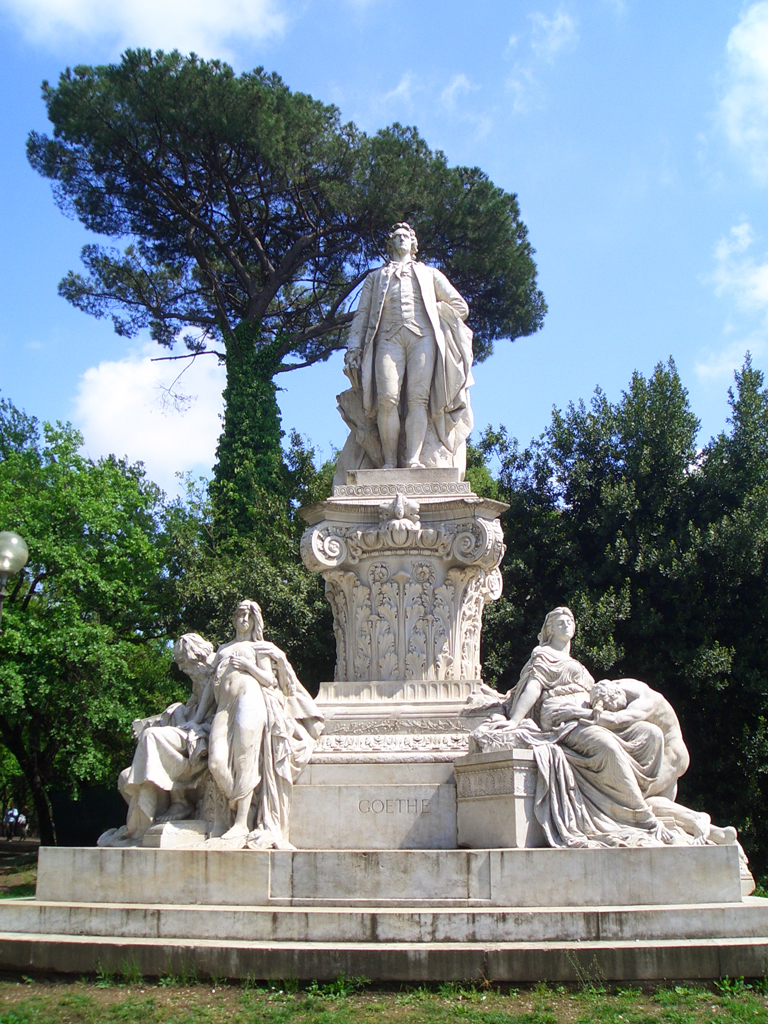
Statue du poète Goethe à la Villa Borghese de Rome
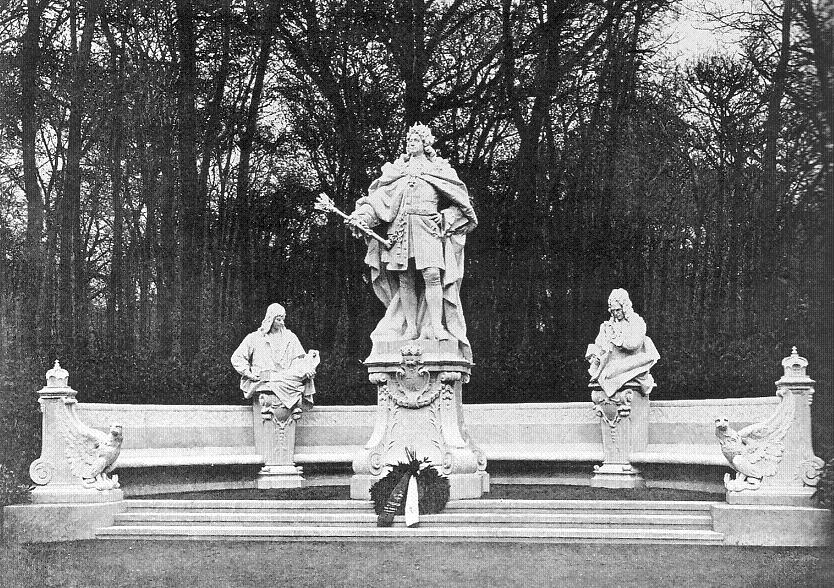
Monument aujourd'hui disparu de Frédéric Ier de Prusse au Tiergarten (allée de la Victoire)
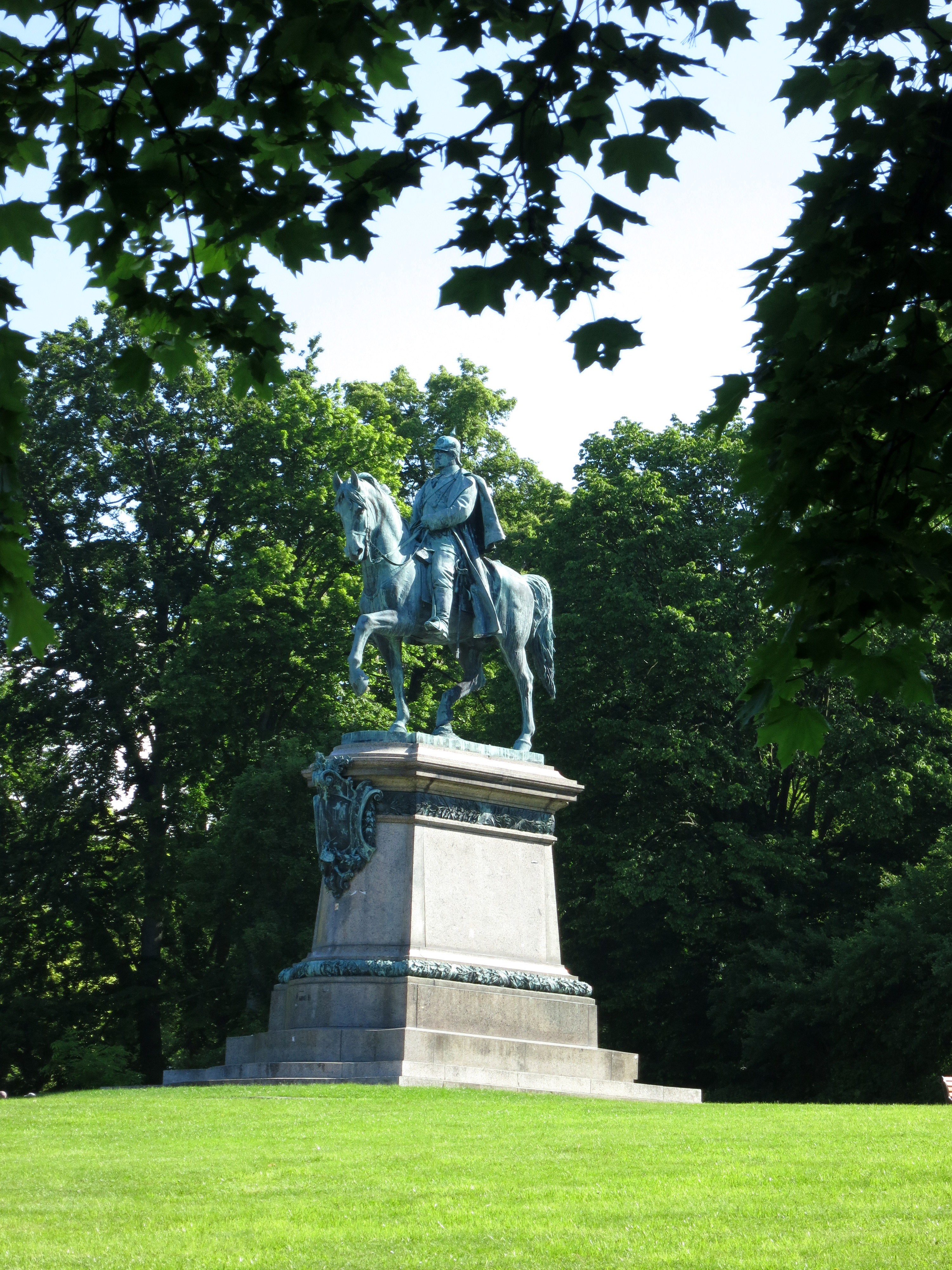
Statue équestre du duc Ernest II à Cobourg

## Famille
En 1873, il épouse Helene von Frankenberg und Ludwigsdorf (de) (née le 7 avril 1853). Le couple a un fils, Anzio (né en 1878), qui meurt en 1881. Il divorce en 1891. Eberlein épouse le 24 décembre 1893 Marie von Hertzberg (née en 1862), une fille du major général prussien Julius von Hertzberg (de). Ce mariage finit également en divorce. 